# Sajjad Ganjzadeh
Sajjad Ganjzadeh (em persa: سجاد گنج‌زاده; Teerã, 4 de janeiro de 1992) é um carateca iraniano, campeão olímpico.

## Carreira
Ganjzadeh conquistou a medalha de ouro nos Jogos Olímpicos de Verão de 2020 em Tóquio, após confronto na final contra o saudita Tareg Hamedi na modalidade kumite masculina acima de 75 kg. Ele também ganhou vários prêmios em competições dentro da Karate1 Premier League.